# Adolf Erik Nordenskiöld
Nils Adolf Erik Nordenskiöld (født 18. november 1832 i Helsingfors, død 12. august 1901 på sin ejendom Dalbyø i Sødermanland) var en svensk polarforsker, far til Erland Nordenskiöld.
Nordenskiöld, der nedstammede fra en anset svensk familie, som i slutningen af 17. århundrede nedsatte sig i Finland, og hvis fader var en anset mineralog og chef for den finske bjergværksdrift, studerede ved universitetet i Helsingfors og optrådte 1855 for første gang som forfatter med en mineralogisk afhandling.
Nogle andre arbejder over kemi, mineralogi og zoologi skaffede ham udnævnelse til kurator for det matematisk-fysiske fakultet og ansættelse i en underordnet stilling i bjergværksstyrelsen, men disse hans første to embeder i Finland blev også de sidste.
Hans åbne, ridderlige karakter harmedes over visse forhold i landet, og han, der 1855 var blevet licentiat, 1857 magister og Dr. phil., besluttede at forlade Finland og begav sig til Stockholm, hvor han fortsatte sine mineralogiske studier under professor K.G. Mosander, ved hvis død 1858 Nordenskiöld blev intendant for Rigsmuseets mineralogiska afdeling.
Medens han studerede i Helsingfors, havde han rejst med sin fader i Finland og til Ural, og sommeren 1858 besøgte han første gang de arktiske egne, nemlig Spitsbergen, under den senere berømte chef for Sveriges Geologiske Undersøgelse, professor Otto Torell, som han også ledsagede på dennes rejse til Spitsbergen 1861.
Dette var en rejse, hvori flere yngre videnskabsmænd deltog, og hvis udbytte blev meget betydeligt, ligesom denne rejse kan betegnes som banebrydende for den fra svensk side ihærdig fortsatte, alsidige, videnskabelige polarforskning, hvoraf Nordenskiöld på sine senere rejser skulde høste så stor fortjeneste.
Nordenskiöld ledede 1864 en af staten atter til Spitsbergen afsendt ekspedition, der fuldstændig løste sin opgave, og en ekspedition, som han stilledes i spidsen for 1868 til Spitsbergen med skibet "Sofia",, bragte også godt udbytte. Hovedopgaven denne gang var at nå en høj bredde, og man nåede også 81° 42' br., den højeste bredde, der hidtil var nået med skib, men det udbytte, som ekspeditionens talrige, videnskabelige stab udførte, var betydeligere.
Omkostningerne ved sidstnævnte ekspedition blev for største delen bårne af private i Gøteborg, blandt andet af grosserer Oscar Dickson, som det følgende år stillede rigelige midler til Nordenskiölds rådighed. Man vilde overvintre på Spitsbergen og med slæder trænge så langt frem mod Nord som, muligt, og for at undersøge, hvorvidt grønlandske hunde var anvendelige, rejste Nordenskiöld 1870, ledsaget af 3 naturforskere, til Vestgrønland.
På denne rejse foretoges blandt andet en vandring på den grønlandske indlandsis. Den påtænkte overvintringsekspedition kom af sted 1872 og bestod af to skibe, af hvilke det ene førtes af "Vegas" senere bekendte fører, daværende løjtnant Palander. Denne ekspedition, der det påfølgende år vendte tilbage, blev meget besværlig på grund af vanskelige isforhold og ledsagedes af flere uheld, men den i videnskabelig henseende omhyggelig udrustede ekspedition bragte ikke desto mindre et smukt udbytte.
Hverken Nordenskiölds lyst til polarrejser eller rigmanden Dicksons interesse for sådanne kølnedes imidlertid; nye midler stilledes til Nordenskiölds rådighed, og nu begyndte rejserne øst på, der skulde kulminere i den gamle verdens omsejling. Ledsaget af 3 naturforskere sejlede Nordenskiöld 1875 i et lille fangstskib til Jenissej-flodens munding og rejste hjem over land, via Jenissejsk, Jekaterinburg, Moskva og Petrograd.
Nordenskiöld håbede at have åbnet en ny handelsvej og rejste atter 1876 ad Karahavet til Jenissejs munding. Disse tvende heldige ekspeditioner vakte ønsket om større foretagender ad samme vej. Endnu aldrig havde et skib tilbagelagt hele strækningen langs Asiens nordkyst, og Vega-ekspeditionen 1878—80 iværksattes.
Den danske daværende marineløjtnant Andreas Peter Hovgaard deltog i denne ekspedition, til hvilken midlerne bestredes af staten, kong Oskar, Oscar Dickson og den sibiriske mineejer Sibiriakoff. Vega overvintrede ikke langt fra Beringstrædet, og hjemrejsen blev et sandt triumftog. Nordenskiöld blev udnævnt til friherre samt modtog en nationalbelønning foruden andre hædersbevisninger fra ind- og udlandet, ligesom også ekspeditionens deltagere betænktes.
Nordenskiölds rejseberetning, "Vegas färd kring Asien och Europa" oversattes til 11 sprog, og rejsens videnskabelige resultater,
"Vega-Ekspeditionens vetenskaplige iakttagelser", udgaves i 5 bind 1882—87 af staten og Oscar Dickson. Endnu engang afsejlede Nordenskiöld, med skibet Sofia, til de arktiske egne, nemlig 1883, og også denne gang ledsagedes han af flere naturforskere.
På denne rejse foretog han en længere vandring paa den grønlandske indlandsis, idet han betvivlede, at denne — som tilfældet var — dækkede landets indre; på denne rejse foretog Nordenskiöld også en dristig landgang på østkysten af Sydgrønland. I 1889 planlagde Nordenskiöld en ekspedition til de antarktiske egne, hvilken dog ikke kom i stand, da forventet støtte fra Australien udeblev.
Nordenskiöld nærede levende interesse for gamle kort og kartografiens udvikling, hvorom enkelte af hans tidligere arbejder bærer vidnesbyrd, og han har udgivet to store, vigtige arbejder: Facsimile-Atlas to the early history of cartography (1889) og Periplus, an essay on the early history of charts and sailing directions (1897).
I 1882 foranstaltede han en udgave af Marco Polo: Le livre de Marco Polo, facsimile d'un manuscrit du XIV siécle conservé à la bibliothéque royale de Stockholm. Nordenskiöld er desuden forfatter af et større antal mineralogiske og geologiske arbejder, og han har store fortjenester af det svenske Rigsmuseums mineralsamlinger.
Han har påvist muligheden af, ved diamantboringer i grundfjeldet, at kunne skaffe godt drikkevand til veje, selv på de mindste skær.

## Politisk karriere
Nordenskiöld var medlem af Sveriges riksdag i flere omgange. Han var riksdagsmedlem for ridderskabet og adelen ved 1862/63 samt 1865/66 års riksdage og var der efter medlem i andra kammaren for Stockholms stads valkrets i årene 1870–1872, 1881–1887 samt 1891–1893. Årene 1870–1871 tilhørte han det Nyliberala partiet men efter dets opløsning overgik han 1872 til det Ministeriella partiet. I 1880- og 1890-erne tilhørte han ikke nogen partigruppe i riksdagen. I riksdagen var han blandt andet viceformand i konstitutionsutskottet (forfatningsudvalget) 1884–1885 samt viceformand i särskilda utskottet (et særskilt nedsat udvalg ved siden af de faste udvalg) 1886 og 1891. Som riksdagspolitiker engagerede han sig især i spørgsmål om forskning og højere uddannelse.

## Forfatterskab
- Svenska expeditioner till Spetsbergen och Jan Mayen, utförda under åren 1863 och 1864. Stockholm: Norstedt & Söner. 1867.Libris 10814200 - Innehåll: Svenska expeditionen till Spetsbergen år 1864 om bord på Axel Thordsen.
- Meteorstensfallet vid Hessle den 1:sta januari 1869 : Med två taflor. Till Kongl.Vet.akad.inlemnad den 13 oktober 1869. K.Sv.vetenskapsakademiens handl.Ny följd. ; Bd 8(1869) :no 9. Stockholm. 1870.Libris 14181281
- Kristallografiska bidrag : Med en tafla. K.Sv.vet.akad.handl.Bihang ; Bd 2 : n:o 2. Stockholm. 1874.Libris 13882080
- Framställning rörande 1878 års ishafsfärd. Göteborg: Göteborgs Handelstidning aktiebolag. 1877.Libris 13882079
- A. E. Nordenskiöld: "Om Muligheden af at drive Søfart i det sibiriske Ishav" (Geografisk Tidsskrift, Bind 4; 1880)
- Vegas färd kring Asien och Europa jemte en historisk återblick på föregående resor längs gamla verldens nordkust. D. 1. Stockholm: Beijer. 1880.Libris 13458449
- Vegas färd kring Asien och Europa jemte en historisk återblick på föregående resor längs gamla verldens nordkust. D. 2. Stockholm: Beijer. 1881.Libris 13458455
- Vega-expeditionens vetenskapliga iakttagelser : bearbetade af deltagare i resan och andra forskare. Stockholm: F.G. Beijer. 1882-1887.Libris 8218186 - 5 volymer.
- Den andra Dicksonska expeditionen till Grönland : dess inre isöken och dess ostkust  : utförd år 1883 under befäl af A. E. Nordenskiöld. Stockholm: Beijer. 1885.Libris 254229
- Periplus : utkast till sjökortens och sjöböckernas äldsta historia : med talrika afbildningar af sjökort och kartor. Stockholm: [A.E. Nordenskiöld]. 1897.Libris 13882078